# Mănăstirea franciscană din Vințu de Jos

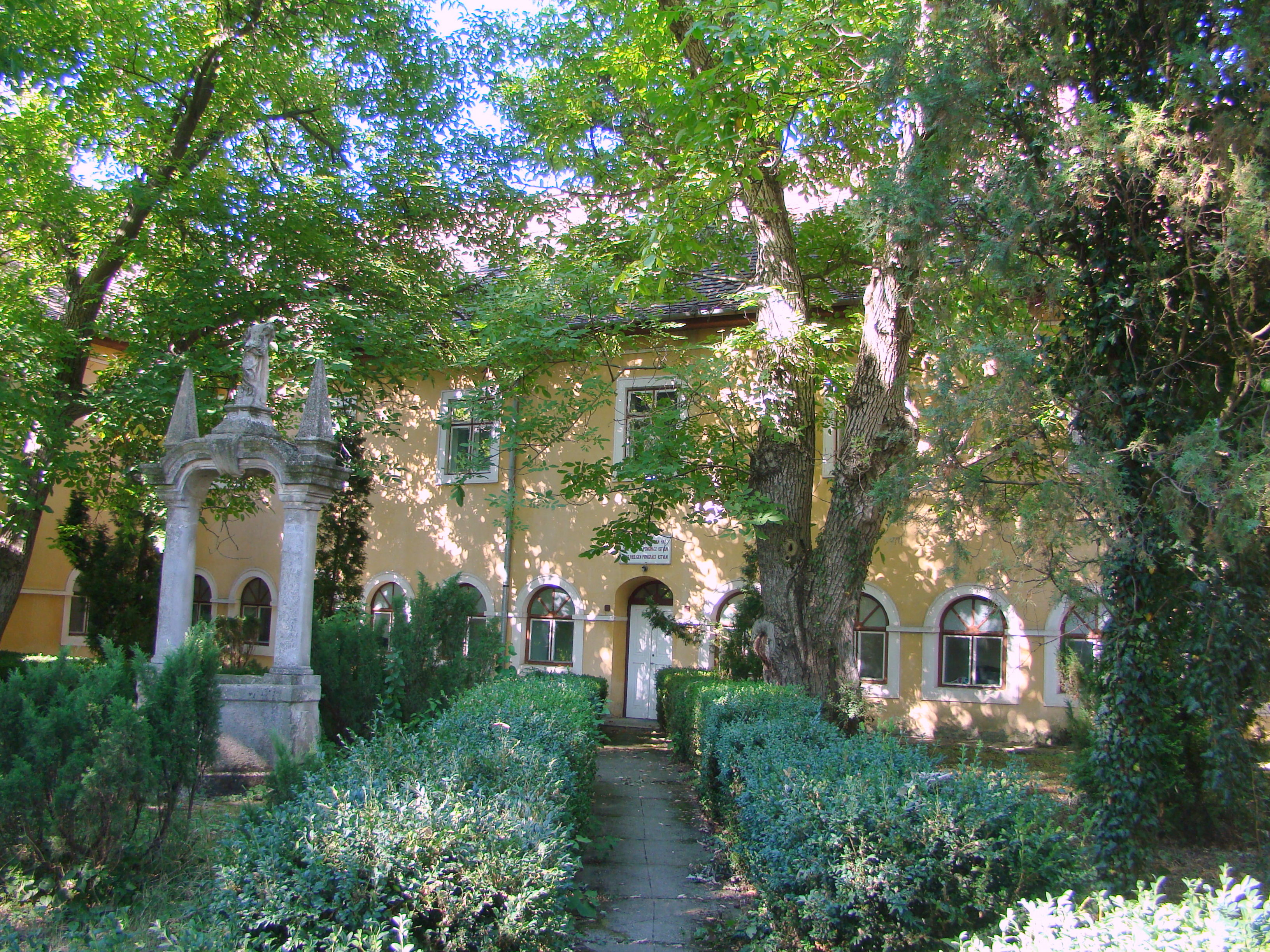
Fostul claustru al mănăstirii, în prezent casa de oaspeți „Sfântul Ștefan Pongrácz”

Mănăstirea franciscană din Vințu de Jos, cu hramul Sfinții Petru și Pavel, este un monument istoric din prima jumătate a secolului al XVIII-lea, situat în centrul localității Vințu de Jos, județul Alba. Biserica datează din anul 1726.

## Istoric și trăsături
Biserica catolică medievală din localitate a purtat hramul Sfintei Ecaterina. Vechiul lăcaș a devenit biserică evanghelică luterană odată cu Reforma protestantă.
Actualul lăcaș de cult a fost ridicat în anul 1726 de franciscanii bulgari, care și-au făcut apariția în Transilvania la începutul secolului al XVIII-lea, fiind alungați de autoritățile otomane în urma răscoalei de la Ciprovăț (1688). Franciscanii au ridicat biserici și mănăstiri la Alba Iulia, Deva și Vințu de Jos. Inițial a fost ridicată o capelă mică, ce a fost ocupată de români în timpul răscoalei curuților, dar, în anul 1711, a revenit franciscanilor pentru oficierea serviciului divin.
Episcopii Gyorgy Martonfy (la 12 aprilie 1719) și Janos Altanfy (la 28 mai 1728) au aprobat construirea unui lăcaș de cult, pe cheltuiala catolicilor bulgari.
Deși, din 1848 până la începutul secolului al XX-lea, în Vințu de Jos numărul credincioșilor romano-catolici a oscilat între 300 și 600 de persoane, în acest moment, numai câteva zeci de persoane mai aparțin acestui cult.

## Personalități
- Blasius Kleiner (n. ? - d. 1785), stareț al mănăstirii, istoric

## Imagini din exterior

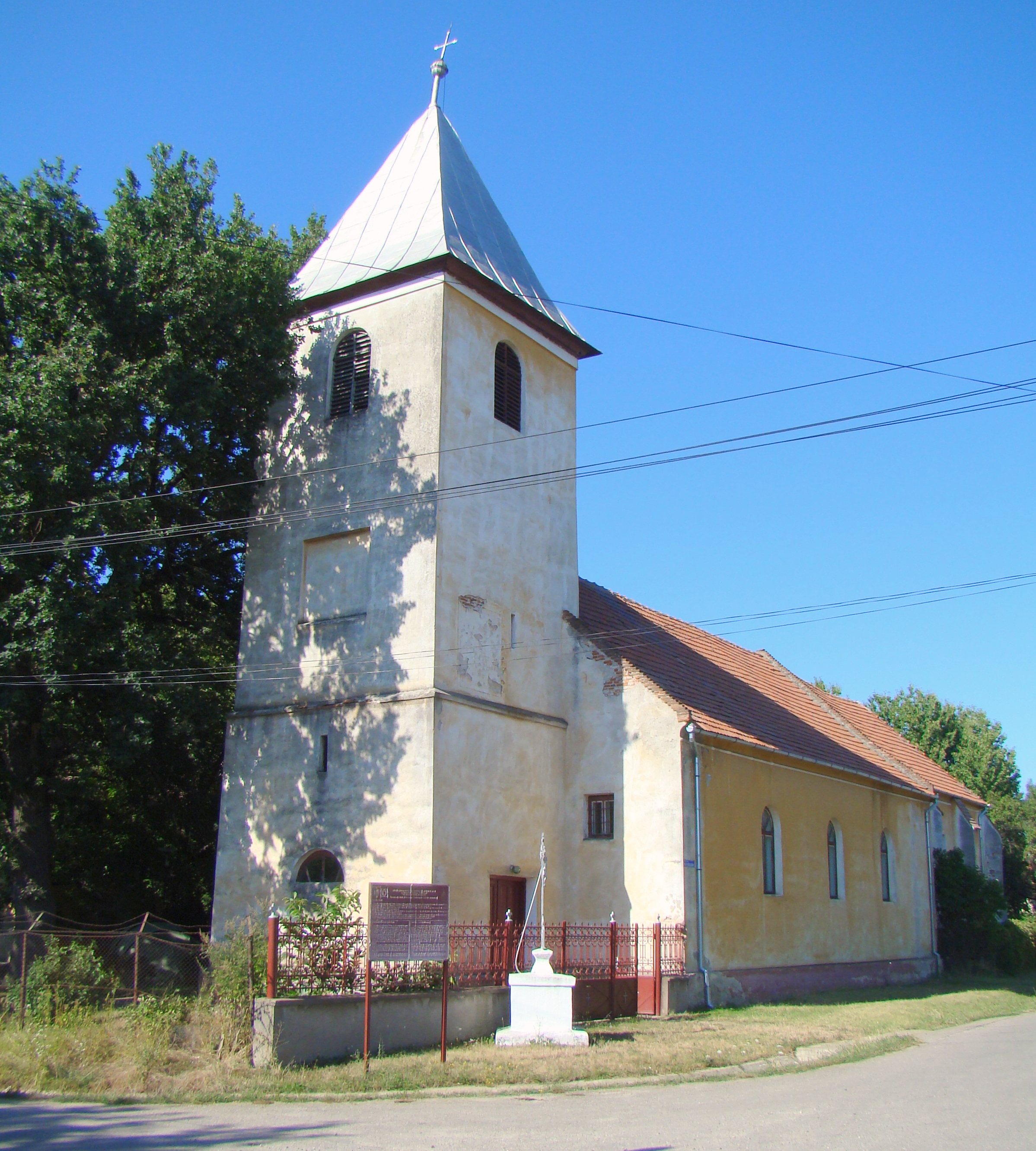
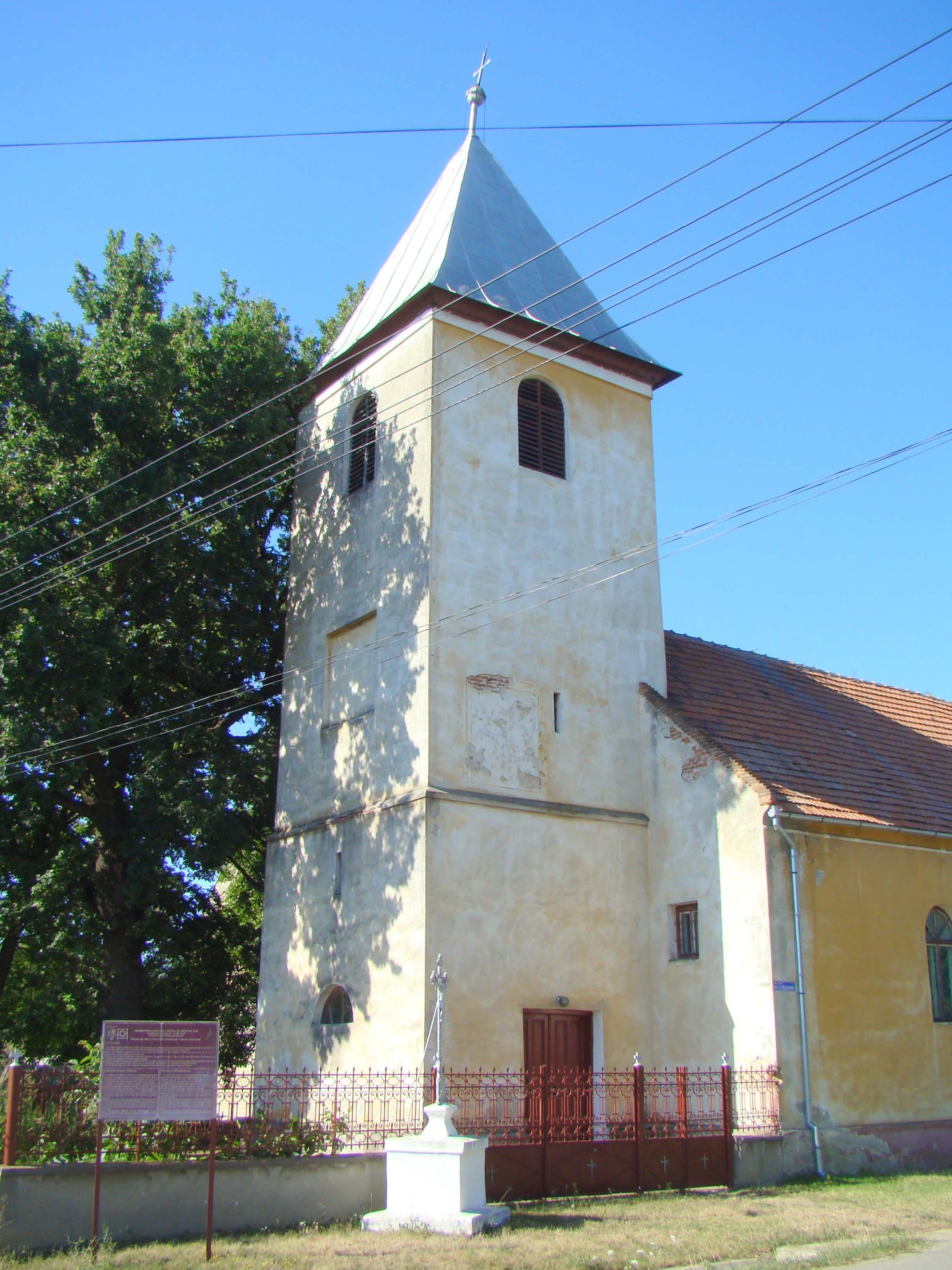
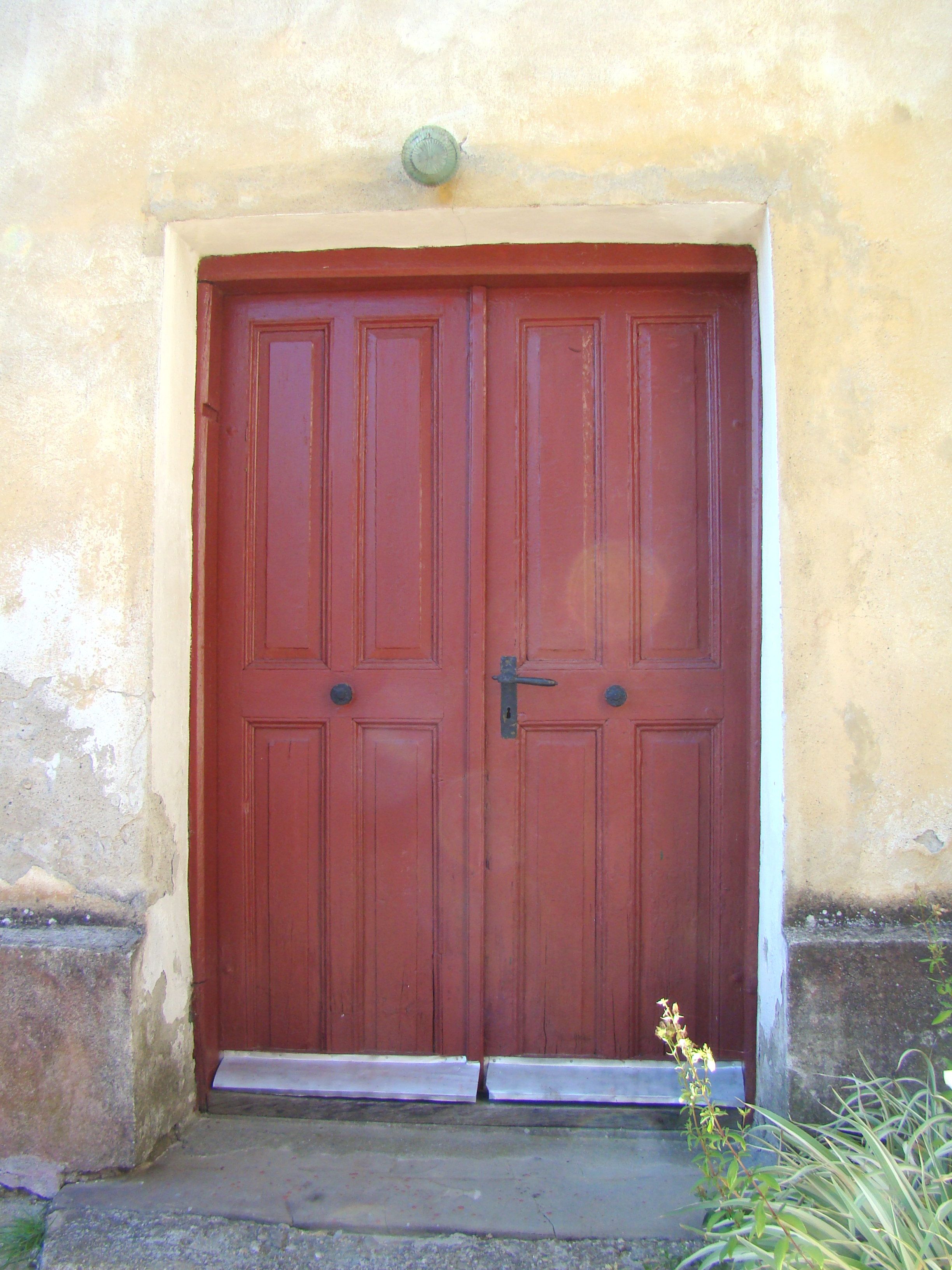
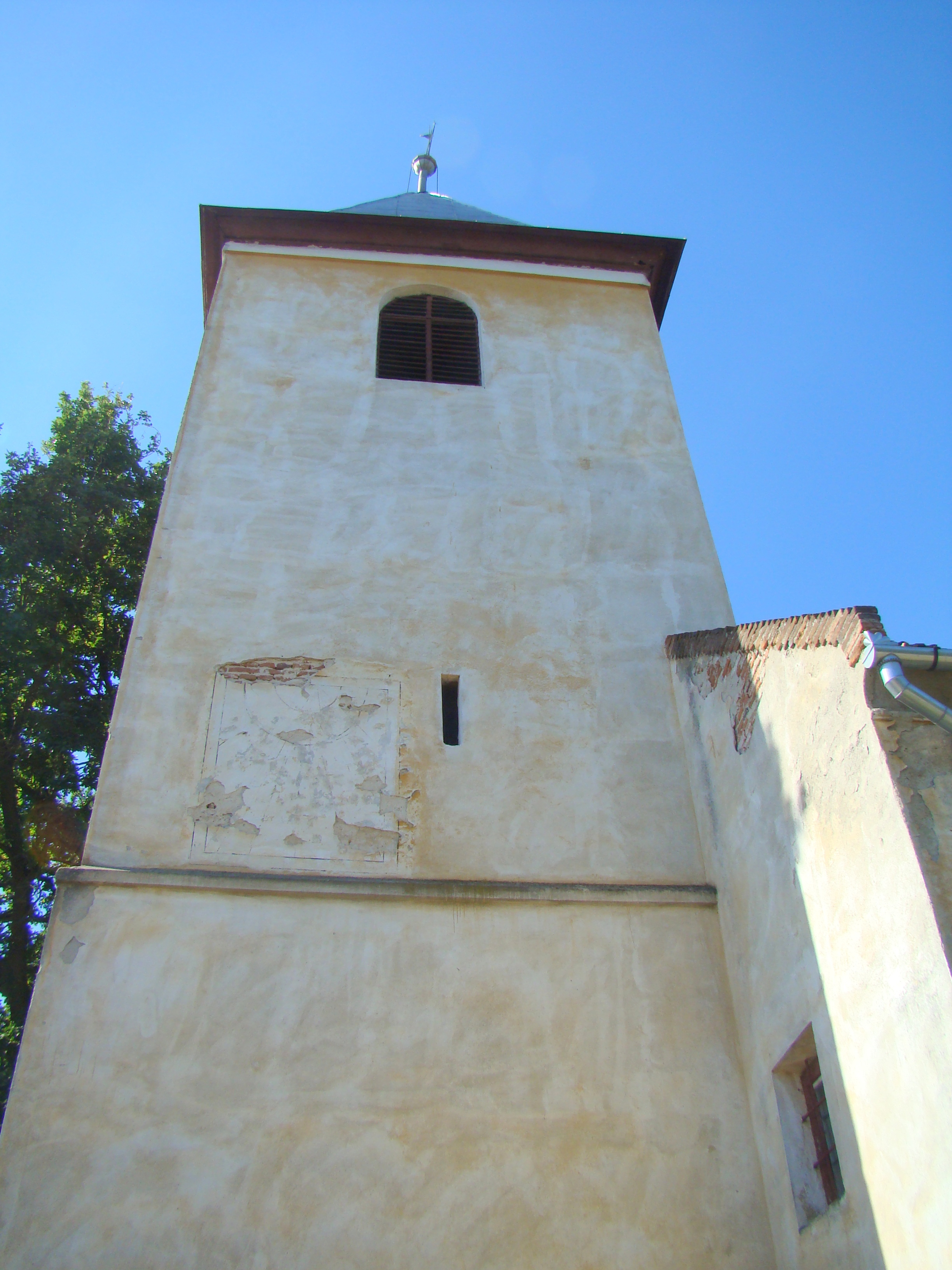
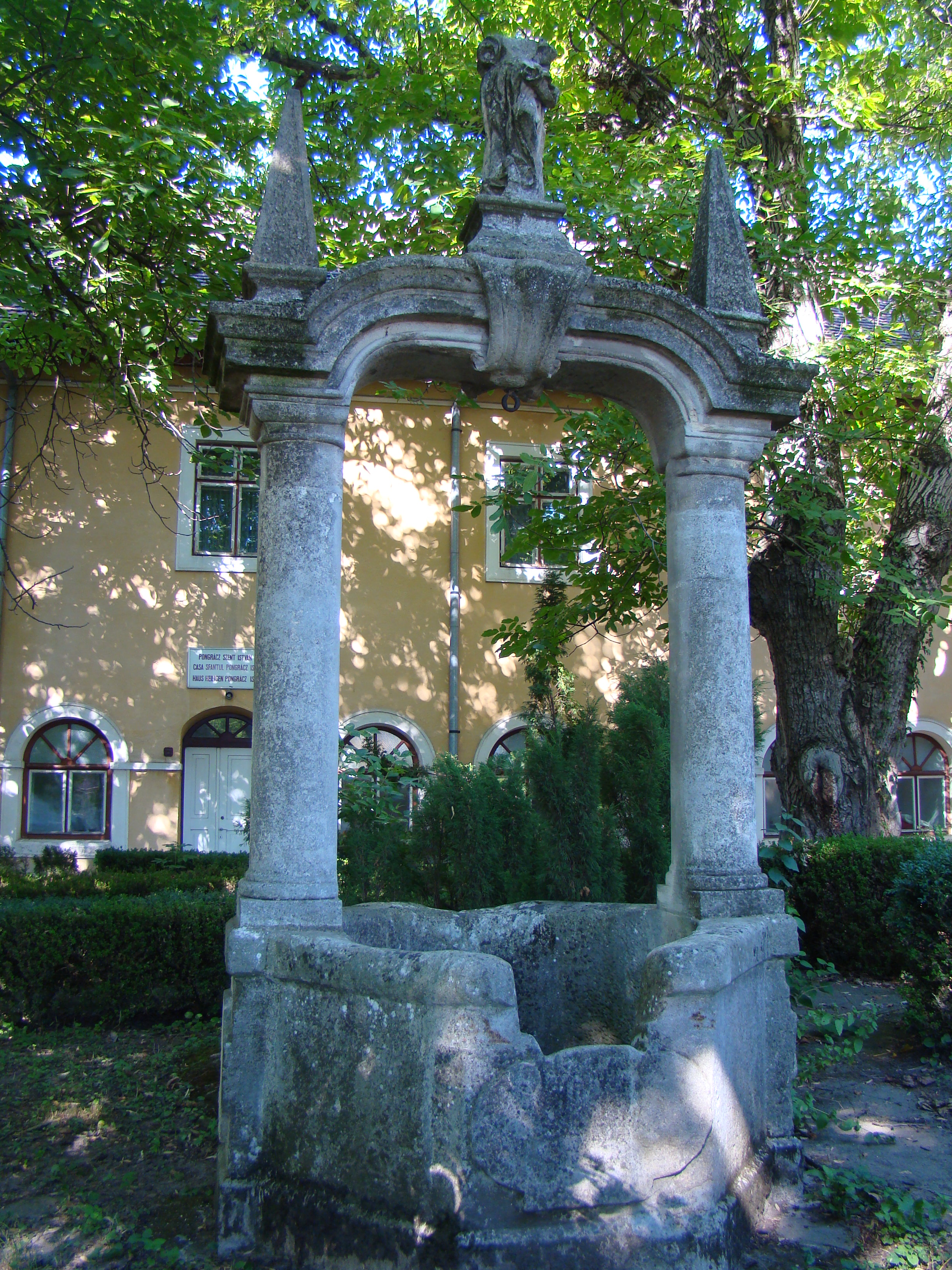
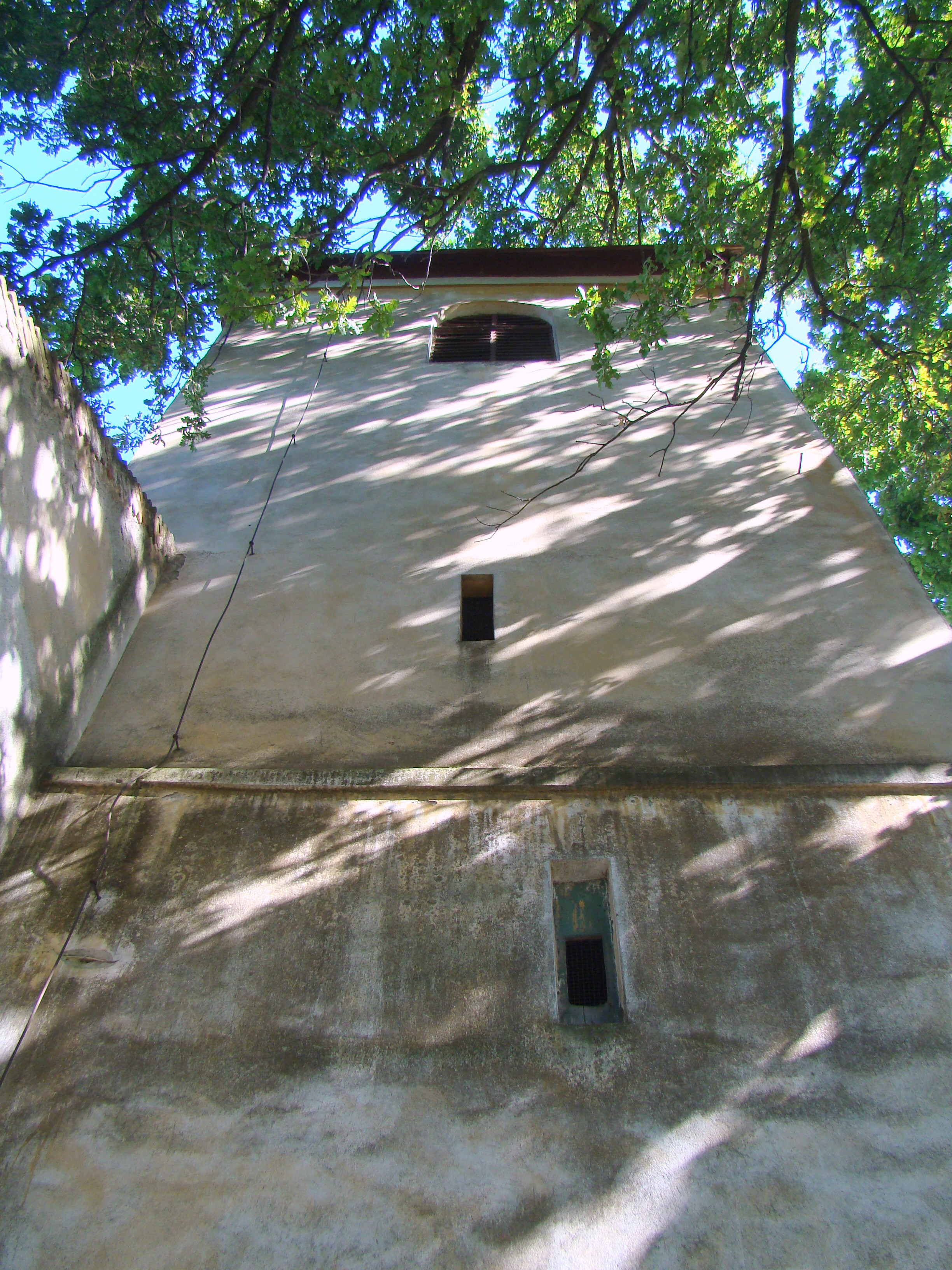
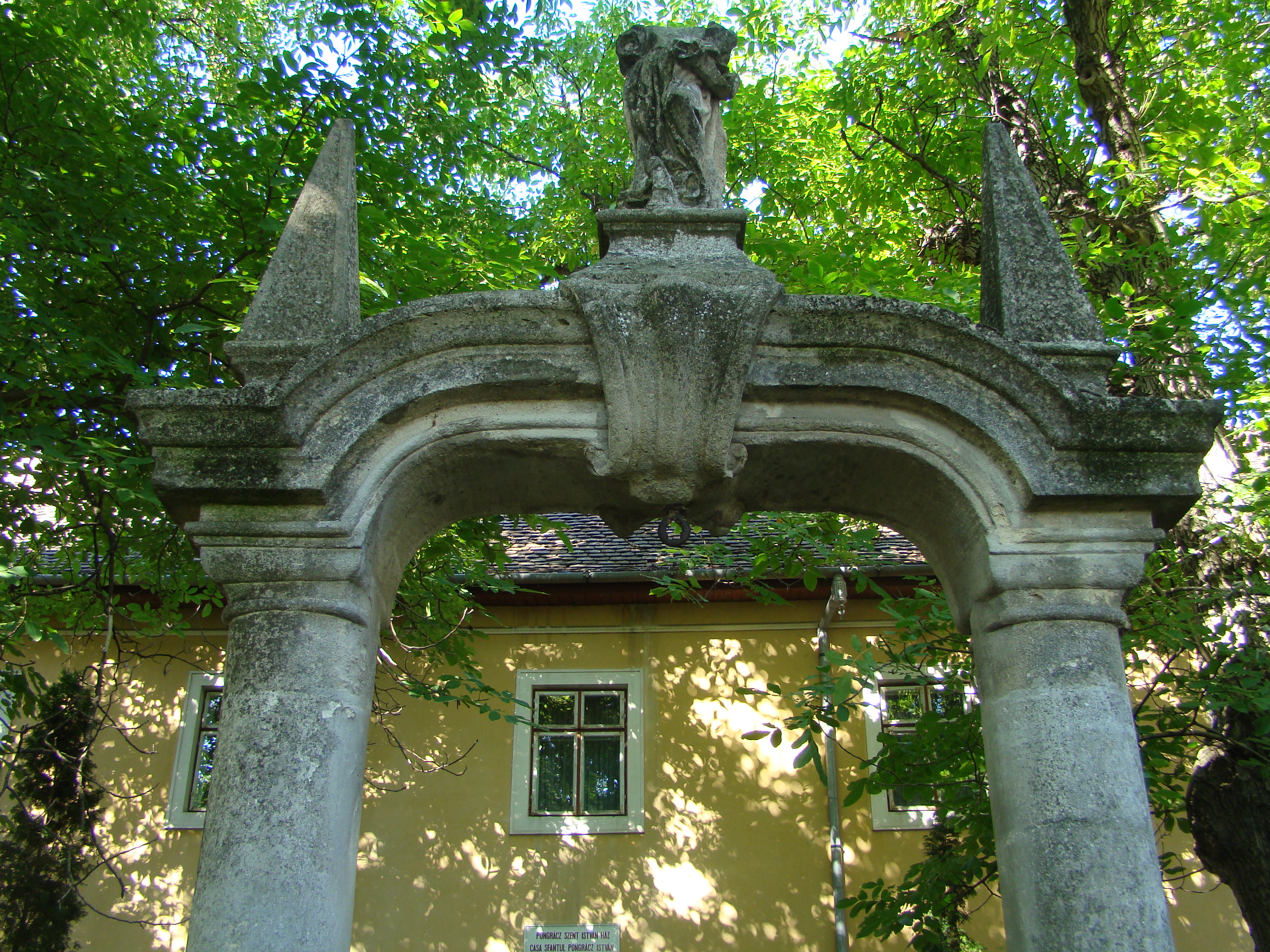
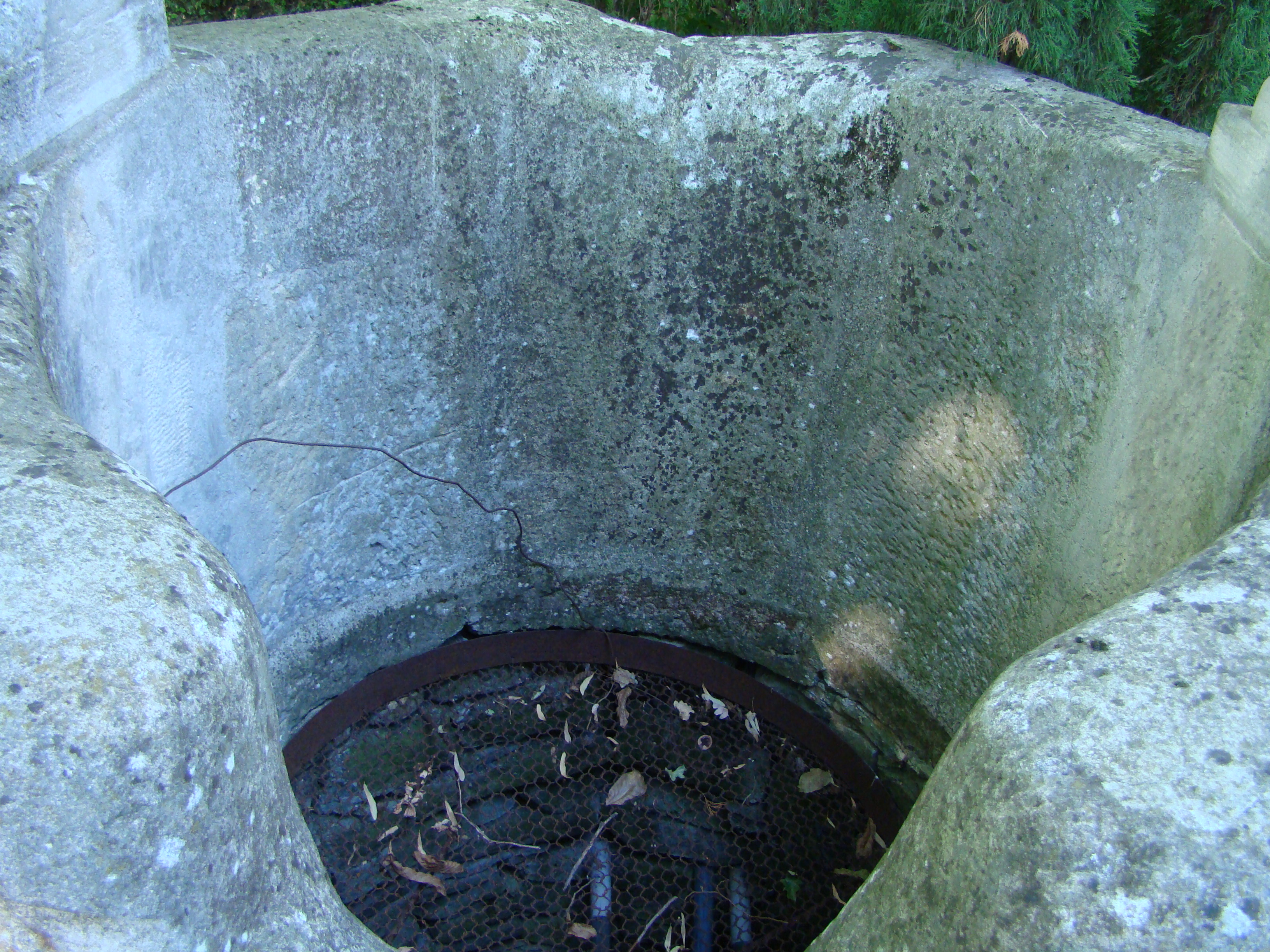
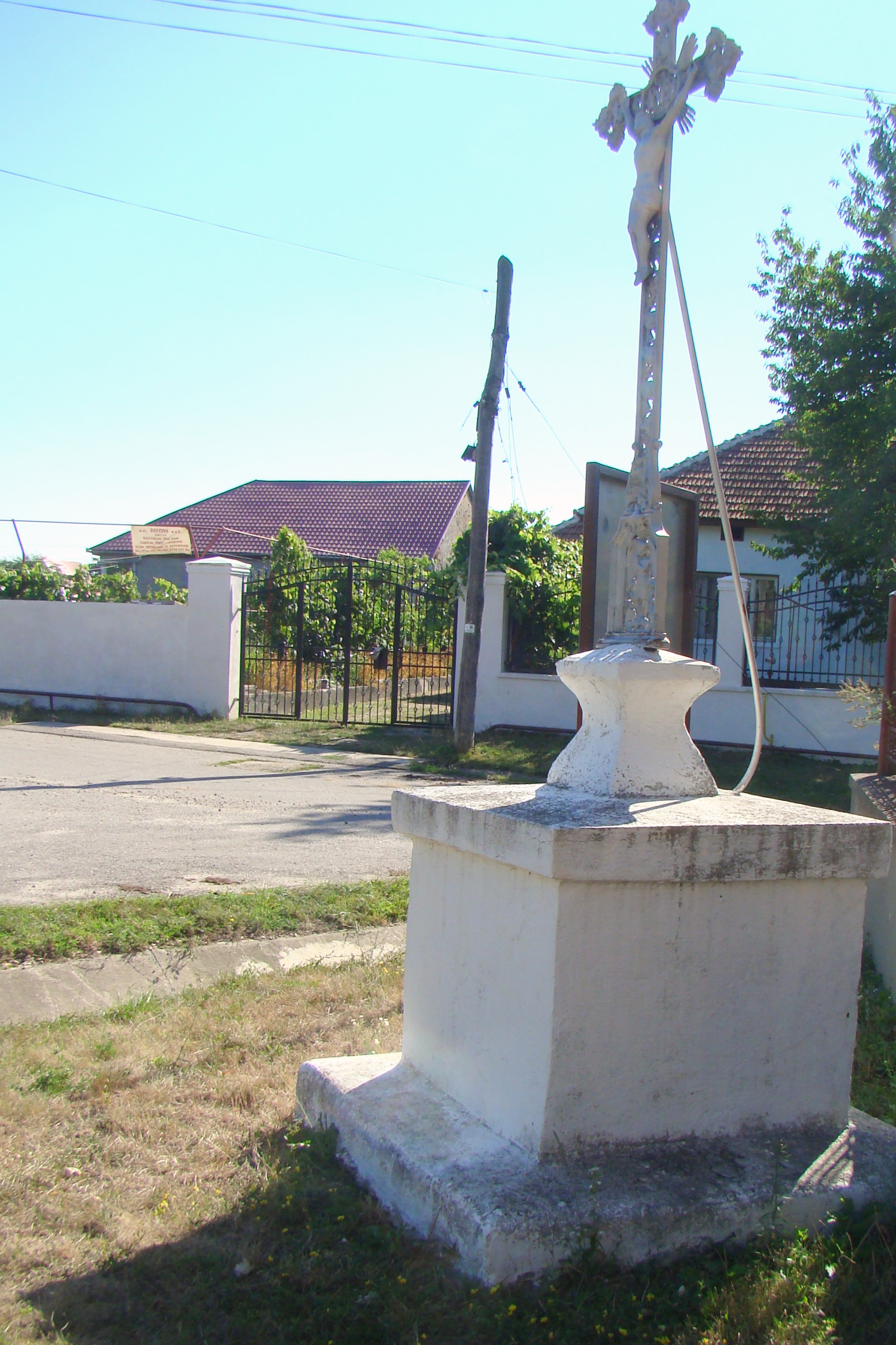